# Đội tuyển bóng đá nữ quốc gia Anh
Đội tuyển bóng đá nữ quốc gia Anh (tiếng Anh: England women's national football team) đại diện cho bóng đá nữ Anh tại sân chơi quốc tế. Đội do Hiệp hội bóng đá Anh (FA) quản lý từ năm 1993, trước đó được quản lý bởi Hiệp hội bóng đá nữ Anh (WFA). Đội tuyển nữ Anh thi đấu trận quốc tế đầu tiên vào tháng 11 năm 1972 gặp đại diện của Scotland. Anh được FIFA cho phép thi đấu ở tất cả các giải đấu lớn ngoại trừ Thế vận hội.
Tại Giải vô địch bóng đá nữ thế giới, thành tích tốt nhất của Anh là vị trí á quân vào năm 2023. Đội lọt vào chung kết Giải vô địch bóng đá nữ châu Âu vào năm 1984, 2009 và 2022. Đội có 1 lần vô địch châu Âu vào năm 2022 sau khi đánh bại Đức 2-1.

## Thành tích tại giải đấu lớn

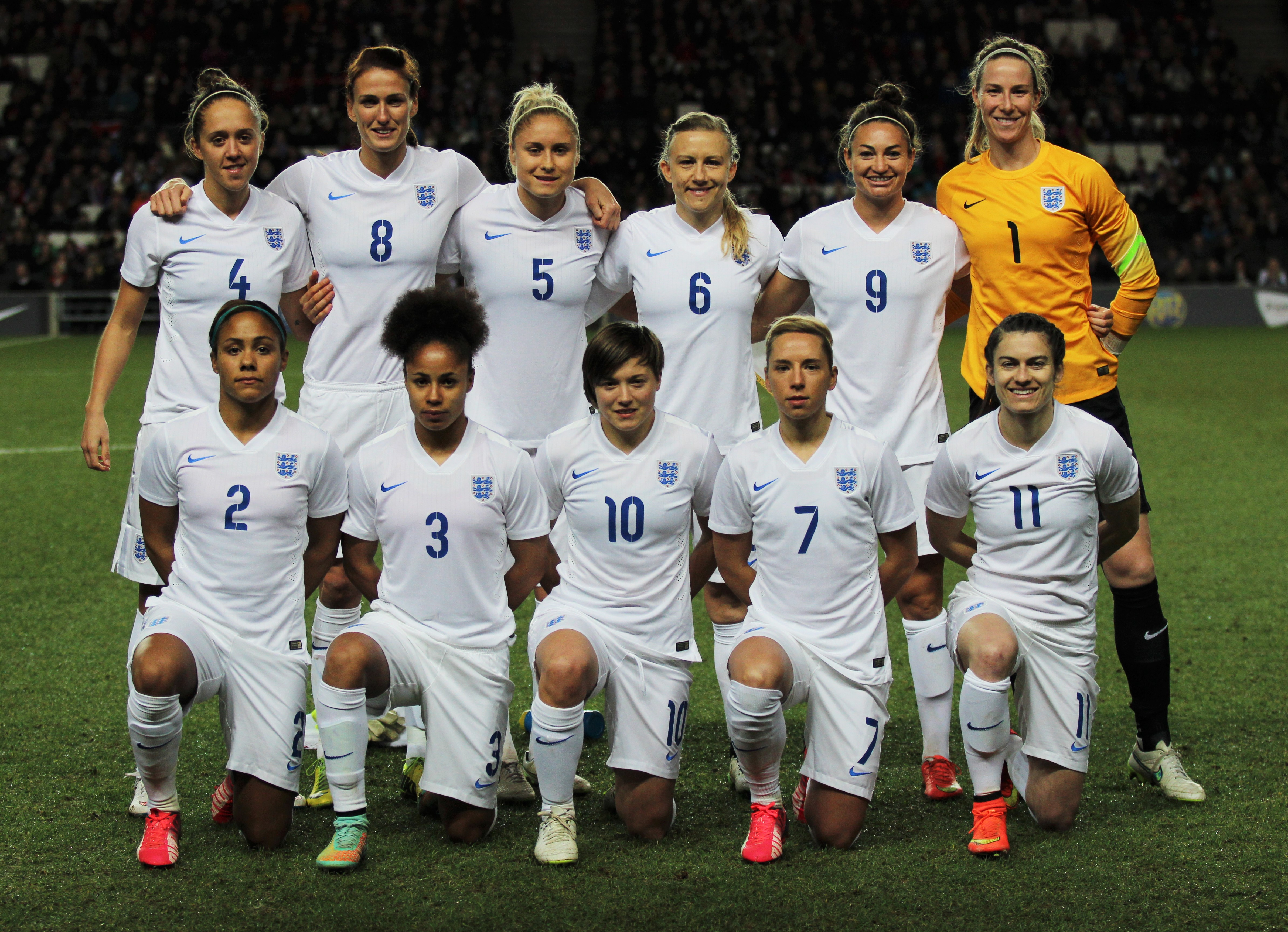
Đội tuyển Anh vào năm 2015

### World Cup
| Năm  | Kết quả                  | ST                       | T                        | H*                       | B                        | BT                       | BB                       | HS                       |
| ---- | ------------------------ | ------------------------ | ------------------------ | ------------------------ | ------------------------ | ------------------------ | ------------------------ | ------------------------ |
| 1991 | Không vượt qua vòng loại | Không vượt qua vòng loại | Không vượt qua vòng loại | Không vượt qua vòng loại | Không vượt qua vòng loại | Không vượt qua vòng loại | Không vượt qua vòng loại | Không vượt qua vòng loại |
| 1995 | Tứ kết                   | 4                        | 2                        | 0                        | 2                        | 6                        | 9                        | −3                       |
| 1999 | Không vượt qua vòng loại | Không vượt qua vòng loại | Không vượt qua vòng loại | Không vượt qua vòng loại | Không vượt qua vòng loại | Không vượt qua vòng loại | Không vượt qua vòng loại | Không vượt qua vòng loại |
| 2003 | Không vượt qua vòng loại | Không vượt qua vòng loại | Không vượt qua vòng loại | Không vượt qua vòng loại | Không vượt qua vòng loại | Không vượt qua vòng loại | Không vượt qua vòng loại | Không vượt qua vòng loại |
| 2007 | Tứ kết                   | 4                        | 1                        | 2                        | 1                        | 8                        | 6                        | +2                       |
| 2011 | Tứ kết                   | 4                        | 2                        | 2                        | 0                        | 6                        | 3                        | +3                       |
| 2015 | Hạng ba                  | 7                        | 5                        | 0                        | 2                        | 10                       | 7                        | +3                       |
| 2019 | Hạng tư                  | 7                        | 5                        | 0                        | 2                        | 13                       | 5                        | +8                       |
| 2023 | Á quân                   | 7                        | 5                        | 1                        | 1                        | 13                       | 4                        | +10                      |
| Tổng | 6/9                      | 33                       | 20                       | 5                        | 8                        | 56                       | 34                       | +22                      |

*Các trận hòa gồm cả các trận đấu phải quyết bằng luân lưu 11m.

### Giải vô địch châu Âu
| Năm  | Kết quả                  | ST                       | T                        | H*                       | B                        | BT                       | BB                       |
| ---- | ------------------------ | ------------------------ | ------------------------ | ------------------------ | ------------------------ | ------------------------ | ------------------------ |
| 1984 | Á quân                   | 4                        | 3                        | 0                        | 1                        | 4                        | 2                        |
| 1987 | Hạng tư                  | 2                        | 0                        | 0                        | 2                        | 3                        | 5                        |
| 1989 | Không vượt qua vòng loại | Không vượt qua vòng loại | Không vượt qua vòng loại | Không vượt qua vòng loại | Không vượt qua vòng loại | Không vượt qua vòng loại | Không vượt qua vòng loại |
| 1991 | Không vượt qua vòng loại | Không vượt qua vòng loại | Không vượt qua vòng loại | Không vượt qua vòng loại | Không vượt qua vòng loại | Không vượt qua vòng loại | Không vượt qua vòng loại |
| 1993 | Không vượt qua vòng loại | Không vượt qua vòng loại | Không vượt qua vòng loại | Không vượt qua vòng loại | Không vượt qua vòng loại | Không vượt qua vòng loại | Không vượt qua vòng loại |
| 1995 | Bán kết                  | 2                        | 0                        | 0                        | 2                        | 2                        | 6                        |
| 1997 | Không vượt qua vòng loại | Không vượt qua vòng loại | Không vượt qua vòng loại | Không vượt qua vòng loại | Không vượt qua vòng loại | Không vượt qua vòng loại | Không vượt qua vòng loại |
| 2001 | Vòng bảng                | 3                        | 0                        | 1                        | 2                        | 1                        | 8                        |
| 2005 | Vòng bảng                | 3                        | 1                        | 0                        | 2                        | 4                        | 5                        |
| 2009 | Á quân                   | 6                        | 3                        | 1                        | 2                        | 12                       | 14                       |
| 2013 | Vòng bảng                | 3                        | 0                        | 1                        | 2                        | 3                        | 7                        |
| 2017 | Bán kết                  | 5                        | 4                        | 0                        | 1                        | 11                       | 4                        |
| 2021 | Vô địch                  | 6                        | 6                        | 0                        | 0                        | 22                       | 2                        |
| Tổng | 9/13                     | 34                       | 17                       | 3                        | 14                       | 62                       | 53                       |

*Các trận hòa gồm cả các trận đấu phải quyết bằng luân lưu 11m.

### Thế vận hội
Anh không tham dự Thế vận hội do không có Ủy ban Olympic quốc gia riêng. Các thành viên của đội thi đấu trong màu áo Vương quốc Liên hiệp Anh tại Thế vận hội Mùa hè 2012.

## Cầu thủ

### Đội hình hiện tại
Đội hình 23 cầu thủ được triệu tập cho Giải vô địch bóng đá nữ thế giới 2023.
Số liệu thống kê tính đến ngày 20 tháng 8 năm 2023, sau trận gặp  Tây Ban Nha
| Số | VT | Cầu thủ                         | Ngày sinh (tuổi)  | Trận | Bàn | Câu lạc bộ             |
| -- | -- | ------------------------------- | ----------------- | ---- | --- | ---------------------- |
| 1  | TM | Mary Earps (vice-captain)       | 7 tháng 3, 1993   | 41   | 0   | Manchester United      |
| 13 | TM | Hannah Hampton                  | 16 tháng 11, 2000 | 2    | 0   | Chelsea                |
| 21 | TM | Ellie Roebuck                   | 23 tháng 9, 1999  | 11   | 0   | Manchester City        |
|    |    |                                 |                   |      |     |                        |
| 2  | HV | Lucy Bronze                     | 28 tháng 10, 1991 | 112  | 12  | Barcelona              |
| 3  | HV | Niamh Charles                   | 21 tháng 6, 1999  | 9    | 0   | Chelsea                |
| 5  | HV | Alex Greenwood                  | 7 tháng 9, 1993   | 82   | 5   | Manchester City        |
| 6  | HV | Millie Bright (interim captain) | 21 tháng 8, 1993  | 73   | 5   | Chelsea                |
| 14 | HV | Lotte Wubben-Moy                | 11 tháng 1, 1999  | 10   | 0   | Arsenal                |
| 15 | HV | Esme Morgan                     | 18 tháng 10, 2000 | 5    | 0   | Manchester City        |
| 16 | HV | Jess Carter                     | 27 tháng 10, 1997 | 24   | 1   | Chelsea                |
|    |    |                                 |                   |      |     |                        |
| 4  | TV | Keira Walsh                     | 8 tháng 4, 1997   | 65   | 0   | Barcelona              |
| 8  | TV | Georgia Stanway                 | 3 tháng 1, 1999   | 57   | 16  | Bayern Munich          |
| 10 | TV | Ella Toone                      | 2 tháng 9, 1999   | 38   | 17  | Manchester United      |
| 12 | TV | Jordan Nobbs                    | 8 tháng 12, 1992  | 71   | 8   | Aston Villa            |
| 17 | TV | Laura Coombs                    | 29 tháng 1, 1991  | 7    | 0   | Manchester City        |
| 20 | TV | Katie Zelem                     | 20 tháng 1, 1996  | 10   | 0   | Manchester United      |
|    |    |                                 |                   |      |     |                        |
| 7  | TĐ | Lauren James                    | 29 tháng 9, 2001  | 16   | 4   | Chelsea                |
| 9  | TĐ | Rachel Daly                     | 6 tháng 12, 1991  | 76   | 14  | Aston Villa            |
| 11 | TĐ | Lauren Hemp                     | 7 tháng 8, 2000   | 45   | 13  | Manchester City        |
| 18 | TĐ | Chloe Kelly                     | 15 tháng 1, 1998  | 33   | 7   | Manchester City        |
| 19 | TĐ | Bethany England                 | 3 tháng 6, 1994   | 26   | 11  | Tottenham Hotspur      |
| 22 | TĐ | Katie Robinson                  | 8 tháng 8, 2002   | 5    | 0   | Brighton & Hove Albion |
| 23 | TĐ | Alessia Russo                   | 8 tháng 2, 1999   | 29   | 14  | Arsenal                |

### Triệu tập gần đây
Các cầu thủ dưới đây được triệu tập trong vòng 12 tháng.
| Vt                                                    | Cầu thủ                   | Ngày sinh (tuổi)  | Số trận | Bt | Câu lạc bộ        | Lần cuối triệu tập                  |
| ----------------------------------------------------- | ------------------------- | ----------------- | ------- | -- | ----------------- | ----------------------------------- |
| TM                                                    | Emily Ramsey              | 16 tháng 11, 2000 | 0       | 0  | Everton           | 2023 FIFA Women's World Cup PRE     |
| TM                                                    | Sandy MacIver             | 18 tháng 6, 1998  | 1       | 0  | Manchester City   | 2023 Women's Finalissima INJ        |
|                                                       |                           |                   |         |    |                   |                                     |
| HV                                                    | Maya Le Tissier           | 18 tháng 4, 2002  | 2       | 0  | Manchester United | 2023 FIFA Women's World Cup PRE     |
| HV                                                    | Leah Williamson (captain) | 29 tháng 3, 1997  | 43      | 4  | Arsenal           | v. Úc, 11 April 2023                |
| HV                                                    | Lucy Parker               | 18 tháng 11, 1998 | 0       | 0  | Aston Villa       | v. Úc, 11 April 2023                |
| HV                                                    | Gabby George              | 2 tháng 2, 1997   | 2       | 0  | Everton           | v. Na Uy, 15 November 2022          |
| HV                                                    | Demi Stokes               | 12 tháng 12, 1991 | 69      | 1  | Manchester City   | v. Cộng hòa Séc, 11 October 2022    |
|                                                       |                           |                   |         |    |                   |                                     |
| TV                                                    | Lucy Staniforth           | 2 tháng 10, 1992  | 17      | 2  | Aston Villa       | 2023 FIFA Women's World Cup PRE     |
| TV                                                    | Fran Kirby                | 29 tháng 6, 1993  | 65      | 17 | Chelsea           | 2023 Arnold Clark Cup INJ           |
|                                                       |                           |                   |         |    |                   |                                     |
| TĐ                                                    | Jess Park                 | 21 tháng 10, 2001 | 4       | 1  | Manchester City   | 2023 FIFA Women's World Cup PRE INJ |
| TĐ                                                    | Ebony Salmon              | 27 tháng 1, 2001  | 4       | 0  | Houston Dash      | 2023 Arnold Clark Cup               |
| TĐ                                                    | Nikita Parris             | 10 tháng 3, 1994  | 71      | 17 | Manchester United | v. Na Uy, 15 November 2022          |
| TĐ                                                    | Beth Mead                 | 9 tháng 5, 1995   | 50      | 29 | Arsenal           | v. Nhật Bản, 11 November 2022 WD    |
| - INJ = Rút lui vì chấn thương - PRE = Đội hình sơ bộ |                           |                   |         |    |                   |                                     |

### Kỷ lục
Carol Thomas đạt cột mốc 50 trận vào năm 1985, và sau khi giải nghệ vào cuối năm đó, cô có tổng cộng 56 trận ra sân cho đội tuyển. Fara Williams giữ kỷ lục về số trận khi có 150 lần thi đấu cho đội tuyển từ năm 2001.
Ellen White là cầu thủ ghi nhiều bàn thắng nhất với 50 bàn.